# Paradoja del Sol joven y débil
La paradoja o problema del Sol joven y débil describe la aparente contradicción entre las observaciones que muestran agua líquida de forma temprana en la historia de la Tierra y las estimaciones astrofísicas que apuntan a que el Sol brillaba solo al 70% de su intensidad actual durante esta época. Esta cuestión fue planteada por los astrónomos Carl Sagan y George Mullen en 1972. Las explicaciones de esta paradoja han tenido en cuenta efectos invernadero, factores astrofísicos, o una combinación de ambos.

## Radiación solar temprana
Al principio de la historia de la Tierra, la intensidad del Sol habría sido solo un 70% de la que emite hoy día. En las condiciones medioambientales vigentes en ese momento, esta producción solar habría sido insuficiente para mantener un océano líquido, y por tanto, se tendría que haber congelado. Los astrónomos Carl Sagan y George Mullen señalaron en 1972 que este hecho suponía una contradicción de los datos geológicos y paleontológicos.
De acuerdo con el modelo solar estándar, las estrellas similares al Sol deben iluminar gradualmente durante toda su existencia. Sin embargo, con la luminosidad solar predicha hace 4000 millones de años y con concentraciones de gases invernadero similares a las que encontramos hoy día en la Tierra, el agua líquida expuesta de la superficie se congelaría. No obstante, el registro geológico muestra un calentamiento relativamente continuado de la superficie durante la primera fase de vida de la Tierra, con la excepción de una fase fría, la glaciación Huroniana, hace alrededor de 2400-2100 millones de años. Se han encontrado sedimentos relacionados con agua que datan de hace 3800 millones de años. Algunas evidencias indirectas de formas de vida primitivas han sido fechadas hace 3500 millones de años, y la isotopía básica de carbono no es muy diferente de la que podemos encontrar hoy en día. La alternancia regular entre edades de hielo y períodos cálidos parece estar sucediendo solamente durante los últimos 1000 millones de años.[cita requerida]

## Hipótesis del efecto invernadero
Cuando la atmósfera se formó por primera vez, pudo haber contenido más gases de efecto invernadero. La concentración de dióxido de carbono podrían haber sido más alta, con una presión parcial estimada de hasta 1.000 kPa (10 bar), ya que no había fotosíntesis bacteriana que redujera dicho gas a carbono y oxígeno. El metano, un gas invernadero muy potente que reacciona con el oxígeno para producir dióxido de carbono y vapor de agua, podría haber sido mucho más abundante en aquella época, de hasta 100 partes por millón en volumen.
Basándose en un estudio de isótopos de azufre geológico, en 2009 un grupo de científicos entre los que se incluía a Yuichiro Ueno de la Universidad de Tokio propusieron que el sulfuro de carbonilo (COS) estaba presente en la atmósfera arcaica. Este gas es un potente gas invernadero y los científicos estiman que este efecto invernadero adicional habría sido suficiente para impedir que la tierra hubiera quedado completamente congelada.
Algunos artículos, basándose en el análisis de isótopos de nitrógeno y argón en inclusiones fluidas atrapados en cuarzos hidrotermales de hace 3000-3500 millones de años, concluyen que los gases de dos átomos de nitrógeno no participaron de manera significativa en el calentamiento de la Tierra primitiva y que la presión parcial de CO2 en el Arcaico era probablemente inferior a 0,7 bar. Burguess, uno de los autores manifiesta que "la cantidad de nitrógeno en la atmósfera era demasiado baja como para potenciar el efecto invernadero del dióxido de carbono lo suficiente para calentar el planeta. Sin embargo, nuestros resultados dan una presión superior a la esperada por las lecturas del dióxido de carbono -en desacuerdo con las estimaciones basadas en suelos fósiles- lo que podría ser suficiente para contrarrestar los efectos del Sol joven y débil, aunque se requiere una mayor investigación".
El geobotánico Heinrich Walter, junto con otros autores sugieren que hace 1000 millones de años, siguiendo a la acreción inicial de los continentes, una versión no biológica del ciclo de carbono proporcionó una retroalimentación negativa de la temperatura. El dióxido de carbono de la atmósfera está disuelto en agua líquida y combinado con iones metálicos derivados de la erosión de minerales silicatados que producen carbonatos. Durante las edades de hielo, esta parte del ciclo habría dejado de tener lugar. Las emisiones volcánicas de carbono restaurarían posteriormente el ciclo de calentamiento debido al efecto invernadero.
De acuerdo con la hipótesis de la Tierra bola de nieve, podrían haber existido cierto número de períodos en que los océanos de la Tierra se congelaron completamente. El más reciente de estos períodos, podría haber sido hace unos 630 millones de años. Después de este período, tuvo lugar la explosión cámbrica de formas de vida pluricelulares.
Cuando se analizan los sedimentos del Arcaico, estos parecen inconsistentes con la hipótesis de las elevadas concentraciones de gases invernadero. En su lugar, el rango de temperaturas moderadas podría ser explicada por un menor albedo de la superficie provocado por un menor área de las superficies continentales y la "ausencia de núcleos de condensación de nubes inducidos de manera biológica". Esto podría por tanto, haber conllevado a un incremento de absorción de la energía solar, lo que podría haber compensado el hecho de que la energía procedente del Sol fuera menor en este tiempo.

## Gran calor radiogénico

Efecto del calor radiogénico procedente de la desintegración de 5 isótopos sobre el calor interno inicial de la Tierra en función del tiempo. En el pasado, la contribución procedente de la desintegración radiactiva de 40K y 235U era mucho mayor, y por ello el calor generado como consecuencia de este fenómeno era superior.

En el pasado, la liberación geotérmica de energía procedente de la desintegración emitida por 40K, 235U y 238U era considerablemente mayor que en la actualidad.  La figura muestra que la relación isotópica entre U-238 y U-235 era también considerablemente diferente a lo que es hoy en día. Por tanto, los cuerpos minerales de uranio natural, si estuvieran presentes, habrían sido capaces de proporcionar reactores de fisión nuclear naturales empleando agua ligera como moderador nuclear. Cualquier intento de explicar la paradoja debe, por tanto, tener en cuenta la contribución radiogénica, procedente tanto del calor de desintegración como de los posibles reactores naturales de fisión nuclear. 

## Gran calentamiento de marea
La Luna estaba mucho más cerca de la Tierra hace millones de años y por tanto, produciría un mayor calentamiento de marea.

## Alternativas

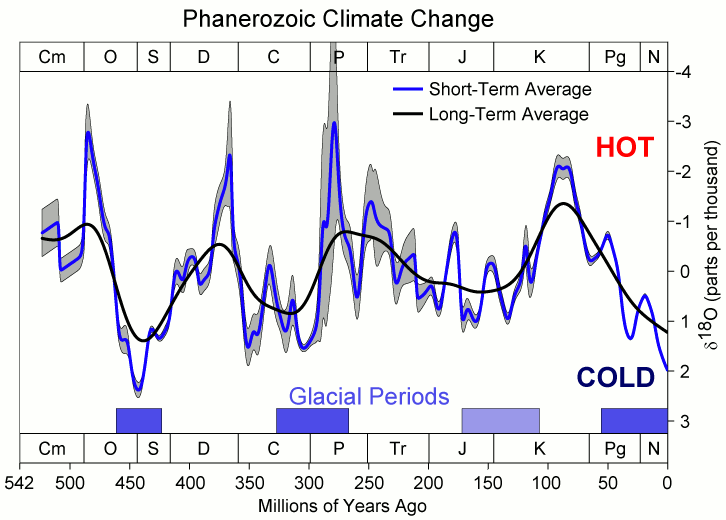
Evolución del clima a lo largo de Fanerozoico

Una alternativa minoritaria, propuesta por el físico estadounidense-israelí Nir Shaviv, utiliza las influencias climatológicas del viento solar y la hipótesis del físico danés Henrik Svensmark del enfriamiento producido por la radiación cósmica, para explicar esta paradoja. Según Shaviv, el Sol primitivo emitía un viento solar más fuerte que produjo un efecto protector frente a la radiación cósmica. En ese momento, un efecto invernadero comparable al de la actualidad, sería suficiente para explicar la ausencia de una Tierra no congelada.  Algunos meteoritos, en efecto, sugieren que el Sol primitivo tenía una mayor actividad.
La temperatura mínima hace alrededor de 2400 millones de años va acompañada por una modulación del flujo de radiación cósmica consecuencia de una tasa variable de formación de estrellas en la Vía Láctea. La posterior reducción del impacto solar resulta en un incremento de radiación cósmica, que podría tener relación con variaciones climatológicas.
Otro modelo alternativo podría explicar también esta paradoja. En este modelo, el Sol primigenio sufriría un largo período con una elevada producción de viento solar. Esto ocasionó una pérdida de masa solar del orden de un 5-10% durante su vida, lo que resultó en un nivel más constante de luminosidad solar (puesto que este Sol temprano poseía una mayor masa, emitiría más energía que la que fue pronosticada). Para explicar las condiciones cálidas del Eón Arcaico, esta pérdida de masa debió haber ocurrido durante un intervalo de alrededor de 1000 millones de años. Sin embargo, los registros de implantación de iones de los meteoritos y las muestras lunares muestran que la elevada tasa de flujo de viento solar duró solamente unos 100 millones de años. Las observaciones de estrellas similares a este Sol joven, como π1 Ursae Majoris concuerda con una tasa de disminución del viento solar, lo que sugiere que una elevada tasa de pérdida de masa no puede por sí misma resolver esta paradoja.
El análisis de sedimentos procedentes del Arcaico parece inconsistente con la hipótesis de elevadas concentraciones de gases invernadero. En su lugar, las temperaturas moderadas podrían ser explicadas por una menor superficie de albedo, causado por un superficie continental menor y la "ausencia de núcleos de condensación de nubes". Esto habría conllevado un incremento de la absorción de energía solar, compensando por tanto una menor emisión de energía por parte del Sol.